# Ghiacciaio Edisto
Il ghiacciaio Edisto è un ghiacciaio  situato sulla costa di Borchgrevink, nella regione nord-occidentale della Dipendenza di Ross, in Antartide. In particolare, il ghiacciaio, il cui punto più alto si trova a circa 1000 m s.l.m., ha origine a sud del colle Tombstone, nell'estremità sud-orientale dei monti dell'Ammiragliato, e da qui fluisce dapprima verso sud per poi virare verso nord-est, fino ad entrare nell'insenatura Edisto tra l'isola Felsite, a ovest, e la cresta Redcastle, sul versante occidentale della penisola Hallett, a est.

## Storia
Il ghiacciaio Edisto è stato mappato per la prima volta dallo United States Geological Survey grazie a fotografie scattate dalla marina militare statunitense (USN) durante ricognizioni aeree e terrestri effettuate nel periodo 1960-62, e così battezzato da membri della spedizione neozelandese di ricognizione geologica in Antartide svolta nel 1957-58, in associazione la vicina insenatura, la quale a sua volta era stata così chiamata in onore della USS Edisto, la prima nave ad aver visitato l'area dell'insenatura.